# De Kalb (Teksas)
De Kalb – miasto w Stanach Zjednoczonych, w północno-wschodniej części stanu Teksas, w hrabstwie Bowie. W roku 2013 zamieszkane przez 1658 mieszkańców.
31 grudnia 1985 roku w okolicach De Kalb zginął w katastrofie lotniczej piosenkarz Ricky Nelson.

## Ludzie związani z De Kalb
- Dan Blocker – aktor, odtwórca roli Hossa Cartwrighta w serialu Bonanza